# ホコトン
ホコトンとは、明治・大正期の日本の流行語で、矛盾（むじゅん）や間違っていることを意味する。衆議院本会議で議員の長谷川泰が矛盾をホコトンと発音したことから流行し、辞典類に掲載された。無知による誤読と言及されることが多いが、ユーモアとして故意に奇妙な発音をしたものと推測されている。実際の用例は長谷川以前から存在する（後述）。

## 由来

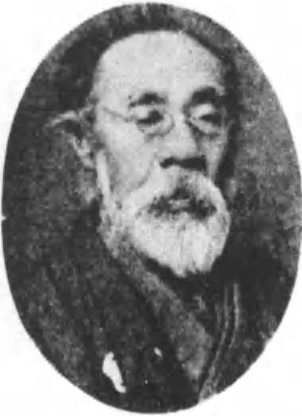
長谷川泰

1892年（明治25年）5月31日、第3回帝国議会の衆議院本会議で震災予防調査会の設置予算が審議された際、医学者で教育者でもあった衆議院議員の長谷川泰が質問に立って以下のように発言した。
この発言は笑いを呼び、翌日の新聞各紙の議会報告でも取り上げられた。
長谷川が「ホコトン」と発言するのはこの時が最初ではなく、1891年（明治24年）12月の衆議院予算委員会で既に「ホコトン」と言っていた。
また長谷川は、その後の衆議院本会議や予算委員会、そして議会外での演説でも、複数回「ホコトン」と言っている。
1895年（明治28年）2月発行の速記者向け雑誌『速記彙報』第58号には、当時の国会議員たちの口癖や言い間違いや訛りを集めた一覧表「帝国議会特別語彙」が掲載されており、その中に長谷川の「ホコトン」も採録されている。

## 流行
やがて「ホコトン」は広く知られた流行語となった。教育者の安達常正は、1909年（明治42年）に著書で次のように述べている。
1911年（明治44年）に詩人の大町桂月と国文学者の佐伯常麿が出版した『誤用便覧』という書籍では、「ホコトン」という読みが広まっていることを嘆いている。
同じく1911年に漢学者の松平康國（松平破天荒斎）が出版した『韓非子』の解説書は、「矛盾」という語の由来となった部分の注釈で「ホコトン」についても言及している。
「ホコトン」は通常の国語辞典や俗語・隠語・流行語・新語辞典などに採録された。各種辞書類での掲載例を以下に示す。
「ホコトン」は子ども向けの辞典にも掲載された。
また和英辞典や日中辞典、日韓辞典にも採録された。
近年の辞典でも、例えば2001年（平成13年）出版の日本国語大辞典第二版には「ほことん」が掲載されている。

## 誤読か故意か

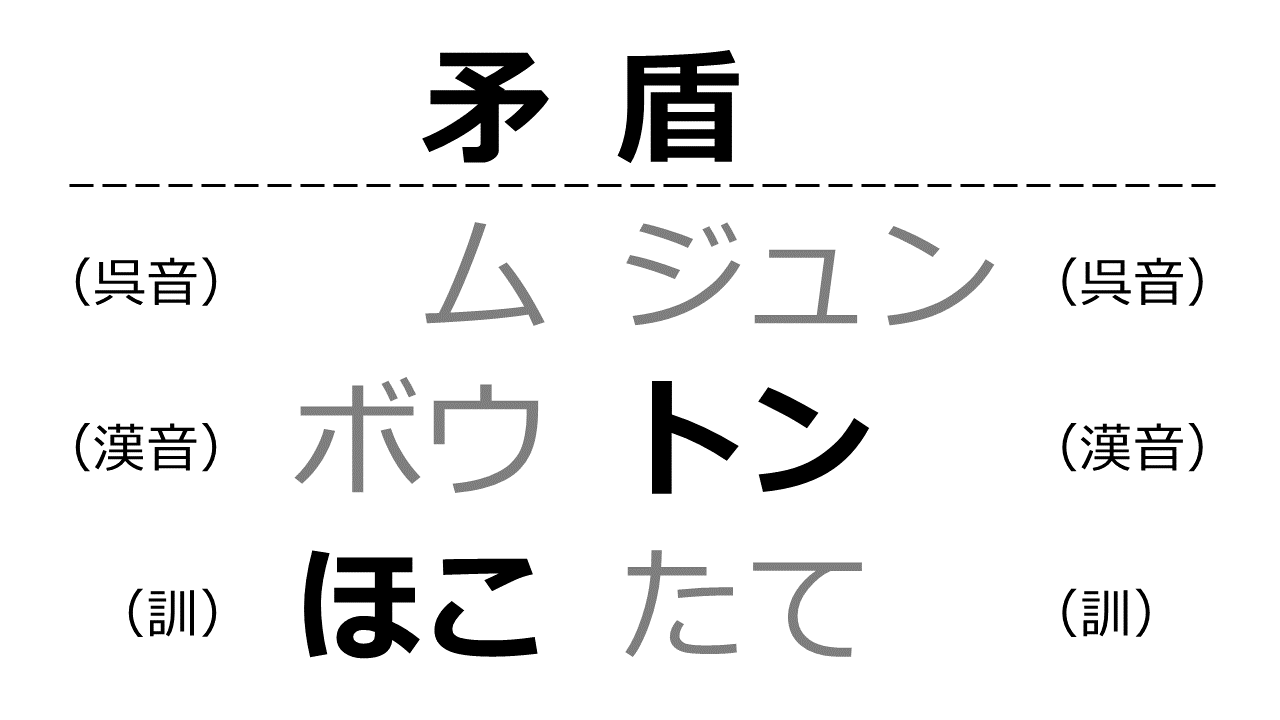
「矛」と「盾」のそれぞれの読み方。「矛盾」を「ホコトン」と読むのは不自然であることがわかる。

長谷川泰の「ホコトン」発言は、世間一般には無知による読み間違いだと受け止められ、辞書類での語源説明（例えばなど）でも誤読だとされている。また、いわゆる百姓読みの例としても言及されている。しかし惣郷正明・水野雅央・高島俊男は、長谷川が正しい読み方を知った上でユーモアとして故意におかしな読み方をして見せたのだろうと推測している。故意だとする根拠は以下の通りである。
- 長谷川は無学な人間ではなくむしろ博学で[9][66]、漢籍にも通じていたこと[66]
- 同時に長谷川は奇行でも知られたこと[9][66]
- 「盾」の音読みには呉音の「ジュン」と漢音の「トン」があるが[10][67]、よく知られた「ジュン」ではなく珍しい読みの「トン」を採用していること[10][67]
- その一方で「矛」には訓読みの「ほこ」を当てており、「ホコトン」は湯桶読みのような不自然な読み方によって滑稽な響きとなっていること[10][8]
- 長谷川が一回の発言の中で「ホコトン」という語を執拗に繰り返し[10][8]、「ホコトンとは何の事だ」という野次が飛ぶと即座に「ホコトンと云うのは矛盾だ」と言い返していること[8]

なお議会翌日の1892年（明治25年）6月1日に長谷川発言を報じた新聞記事の中にも、故意だと指摘するものがあった。読売新聞は「矛盾を故（）らにホコトンと云うなり」（現代語意訳: 矛盾をわざとホコトンと言った）「長谷川氏蓋（）し『ホコトン』なる言語を発せんが為めに故（）らに疑問なきに質問を起したるにあらざるなき乎（）」（現代語意訳: 長谷川氏は、別に疑問もなかったのに「ホコトン」と言いたくて質問に立ったのだろう）と述べ、毎日新聞は「蓋（）し君は博覧強記の人殊更（）らに矛盾の語を洒落（）れたる者ならん」（現代語意訳: 長谷川君は博学な人だから、読み間違いではなく洒落で矛盾をホコトンと発音したのだろう）と推測していた。

## 長谷川以前の「ホコトン」
長谷川が衆議院本会議で「ホコトン」と発言して大きく報じられたのは1892年（明治25年）5月末以降であるが、上述したように長谷川は1891年（明治24年）12月の衆議院予算委員会でも既に「ホコトン」と言っていた。また出版物には1890年（明治23年）頃から複数の用例が見受けられる。1892年5月以前の「ホコトン」の用例を以下に示す。
- 1890年（明治23年）8月11日付の読売新聞の「牛力議員」という記事[68][69]は、衆議院議員選挙に立候補したある政治家が、演説会で「鶏を裂くに牛刀を用いず」ということわざの「牛刀（）」を「牛力（）」と言い間違えて笑われたという話を報じており、類似の前例として、「谷まる（）」を「たにまる」と読み間違えた県議会議員や「矛盾」を「ほことん」と読み間違えた県議会議員もいたと述べている[68][69]。
- 1890年9月3日発行の少年雑誌『小国民』（石井研堂編集）第18号に掲載された「無学の議員」という文章も、「近日の新聞」に載っていた奇談として、誤読からあだ名をつけられた三人の県会議員「谷（）まる議員」「矛盾（）議員」「牛力議員」を紹介している[70]。
- 同じく1890年9月3日発行の少年雑誌『少年園』（山縣悌三郎主幹）第45号に掲載された「議員の異名」という文章[71]では、初めて洋装をした際に襟を逆さまに着用してしまった「逆襟（）議員」、矛盾をホコトンと誤読した「ホコトン議員」、宴席でひょっとこ踊りを披露した「ヒョットコ議員」を紹介している[71]。
- 1890年9月5日発行の雑誌『国本』第6号に掲載された「国会議員と新聞の材料」という文章は、新聞等で話題になった議員のあだ名として「逆襟議員」「ホコトン議員」「ギュウリョク議員」「タニマル議員」を挙げている[72]。
- 1890年9月17日発行の雑誌『天則』第3巻第3号に掲載された「質朴なる議員」という文章は、世間で話題になった議員の失態として「矛盾、牛力、逆襟、ヒョットコ踊り」を挙げている[73]。
- 1890年11月22日発行の教育雑誌『教育報知』第243号に掲載された「あざな」と題する文章は、政治家のあだ名を多数紹介しており、伊藤博文の「憲法伯」、勝海舟の「氷川伯」などに続いて「ホコトン議員」「瓦斯燈議員」「倒襟議員」などを挙げている[74]。
- 1891年（明治24年）4月1日に儒学者の近藤元粋が出版した書籍『普通教育 用文教科書』には、牛刀を牛力と言い間違えて「牛力議員」のあだ名を付けられた政治家が、さらに矛盾をホコトンと誤読して「矛盾議員」と呼ばれるようになったという話が掲載されている[75]。
- 1891年6月10日発行の女性誌『婦女雑誌』第1巻第9号に掲載された「好笑」という文章は、誤字や誤読の例を多数挙げており、その中に「請願をコウガン」「牟盾[注釈 6]をホコトン」などが出てくる[76]。
- 1891年8月31日に出版された新聞記者・演説家の城山静一の講演録『米商会所演説筆記』には、「ホコトンヤレ〱」「此等のホコトンは」「是等の小ホコトンが」「忌わしき大ホコトンの」[77]などと、ホコトンという語が繰り返し出てくる。
- 1892年（明治25年）4月2日発行の英学専門誌『日本英学新誌』第1号に掲載された「発音に就て」という文章は、我流の誤った英語発音というのは耳障りなものだと指摘し、日本の議員が矛盾をホコトンと読んだり日本の大臣が枚挙（）をボクキョ[注釈 4]と読んだりするのが耳障りであるのと同様だと述べている[90]。
- 1892年4月15日発行の雑誌『葦分船』第10号には、「ほことん居士」というペンネームの人物による小噺「弁士の頓智」が掲載されている[91][注釈 7]。

### 注釈

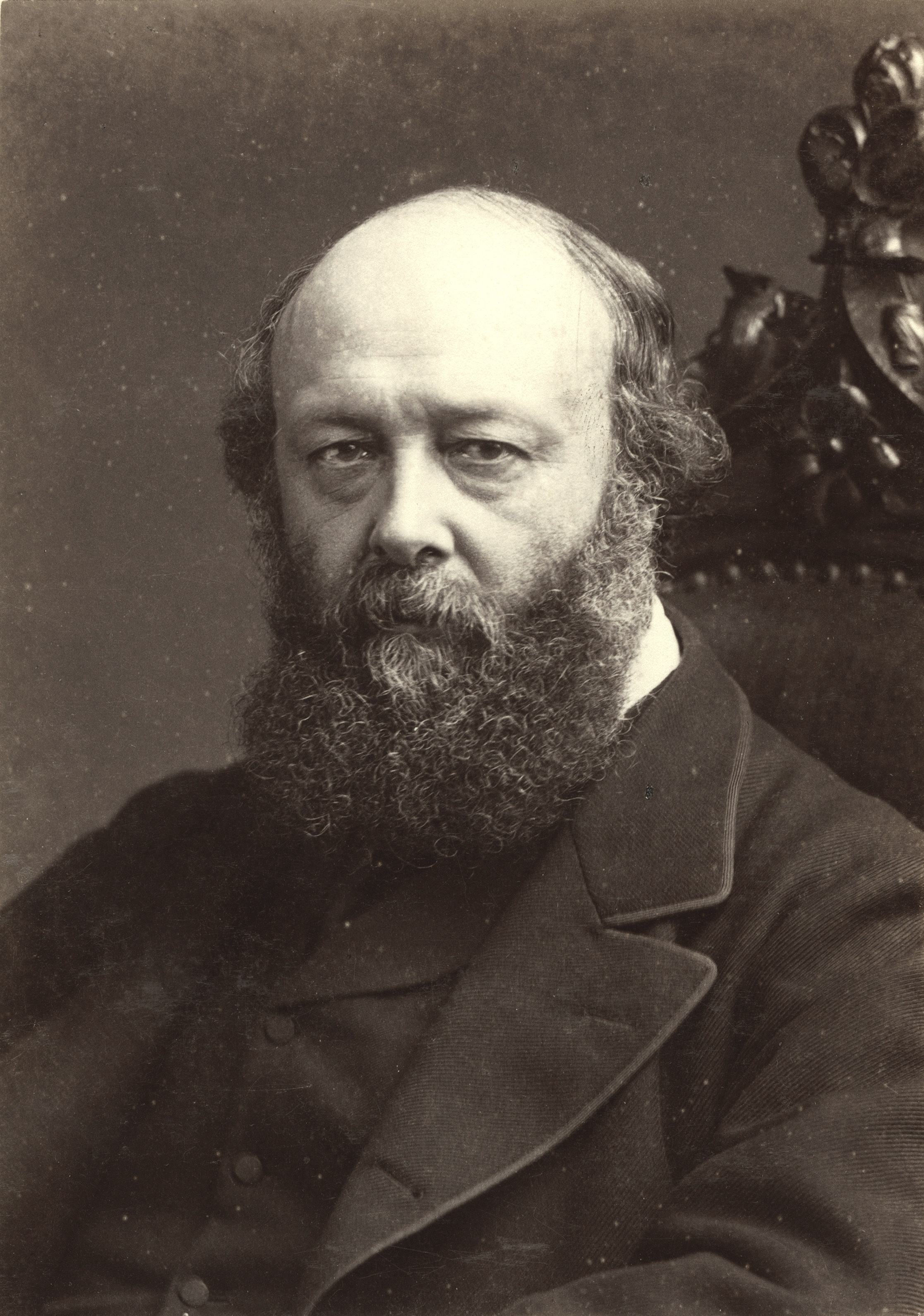
ソールズベリー侯爵